# Robert Zumbühl
Robert Zumbühl (* 27. August 1901 in Münchenbuchsee; † 10. Dezember 1974 in Zollikon, heimatberechtigt in Zollikon und Büren, Gemeinde Oberdorf NW) war ein Schweizer Politiker (FDP).

## Leben
Zumbühl besuchte die Schulen in Biel, studierte Jus in Bern, Berlin und Hamburg und promovierte mit dem Titel Dr. iur. 1927. Er war als Rechtsanwalt in Genf, Biel und Bern tätig. Ab 1939 war er Geschäftsführer eines Industrieverbands und Rechtskonsulent in der Privatwirtschaft. Von 1943 bis 1959 sass er für die FDP im Zürcher Kantonsrat, bevor er 1959 in den Regierungsrat gewählt wurde. Diesem gehörte er bis 1967 an und führte die Polizei- und Militärdirektion und ab 1963 die Baudirektion. In den Jahren 1965/1966 war Zumbühl Regierungsratspräsident.
Im Schweizer Militär bekleidete Zumbühl den Grad eines Obersten. Zudem war er Mitglied des Grasshopper Clubs Zürich, ab 1939 Präsident der Fussball-Nationalliga, ab 1941 Präsident des Schweizerischen Fussballverbands sowie ab 1944 Zentralpräsident des Schweizerischen Landesverbands für Leibesübungen.